# Magnus Wislander
Hans Einar Magnus Wislander (22. února 1964, Göteborg) je bývalý švédský házenkář. Jeden z nejúspěšnějších házenkářů historie. Roku 1990 byl Mezinárodní házenkářskou federací vyhlášen Hráčem roku a později jí byl zvolen i Házenkářem století.
Se švédskou házenkářskou reprezentací vybojoval tři stříbrné olympijské medaile (1992, 1996, 2000), šest medailí z mistrovství světa, z toho dvě zlaté (1990, 1999), dvě stříbrné (1997, 2001) a tři bronzové (1993, 1995) a čtyřikrát s ní vydobyl titul mistra Evropy (1994, 1998, 2000, 2002). V reprezentaci nastoupil k 384 utkáním (národní rekord) a vstřelil 1185 branek. Hrál za kluby Tuve IF, Redbergslids IK a THW Kiel. Je pětinásobným mistrem Švédska a sedminásobným mistrem Německa.